# Каскадија (Орегон)
Каскадија (енгл. Cascadia) насељено је место без административног статуса у америчкој савезној држави Орегон.

## Демографија
По попису из 2010. године број становника је 147.
| Група             | 2000.    | 2010.       |
| Белци             | 0 (0,0%) | 129 (87,8%) |
| Афроамериканци    | 0 (0,0%) | 0 (0,0%)    |
| Азијати           | 0 (0,0%) | 0 (0,0%)    |
| Хиспаноамериканци | 0 (0,0%) | 9 (6,1%)    |
| Укупно            | 0        | 147         |